# كوبيك كلايست
هو رئيس وزراء جرينلاند من سنة 2009 إلى غاية 2013 وهو أول رئيس وزراء من السكان الأصليين أي إنويت وهو من مواليد 31 مارس 1958 في منطقة كيليسات بعد فوز حزبه حزب مجتمع الشعب Inuit Ataqatigiit وهو اشتراكي النزعة ويطالب بالاستقلال عن الدنمارك.

## وصلات خارجية
- كوبيك كلايست على موقع IMDb (الإنجليزية)
- كوبيك كلايست على موقع الموسوعة البريطانية (الإنجليزية)
- كوبيك كلايست على موقع مونزينجر (الألمانية)
- كوبيك كلايست على موقع ميوزك برينز (الإنجليزية)